# Jihad Ahmed Jibril
Mohammed Jihad Ahmed Jibril, né en 1961 à Damas et mort assassiné le 20 mai 2002 à Beyrouth, est le fils d'Ahmed Jibril, le fondateur du FPLP et du FPLP-CG.

## Biographie
Jihad Ahmed Jibril est né à Damas, en Syrie, en 1961. Il est le fils aîné d'Ahmed Jibril. Il a fréquenté l'académie militaire libyenne de 1981 à 1983 et a obtenu le grade de lieutenant-colonel. Il étudiait le droit à l'Université libanaise lorsqu'il a été assassiné.

### Vie privée
Jibril était marié et avait deux enfants, Ahmed (né en 1992) et Ali (né en 1996).

## Activité politique et militaire
Jibril est devenu le chef de la branche militaire du FPLP-GC et était l'héritier présomptif de l'organisation avant d'être tué. Il était également membre du comité exécutif du Front populaire. Jibril aurait participé à une attaque aéroportée contre Israël en 1987, tuant six soldats israéliens.
Jibril a été grièvement blessé dans une explosion lors d'un exercice dans la vallée de la Bekaa en 1997. Il a également été victime d'une tentative d'assassinat en 2000 lorsque sa voiture a été la cible de tirs près d'une base du FPLP-GC au sud de Beyrouth.

## Décès
Jibril a été tué dans un attentat à la voiture piégée à Beyrouth le 20 mai 2002. Un piège en TNT de 2 kg avait été placé sous le siège conducteur de sa voiture. L'explosion s'est produite dans un centre commercial très fréquenté du quartier Mar Elias de Beyrouth. La bombe a explosé presque à 11h45 lorsque Jibril a tourné la clé de contact.
À la mi-juin 2006, les autorités libanaises ont arrêté un groupe d'espions présumés qui auraient avoué avoir travaillé pour Israël et mené l'attaque. D'autres Israéliens, un employé de la Central Intelligence Agency (CIA) américaine et un agent du Service canadien du renseignement de sécurité (CSIS) ont été impliqués dans l'assassinat mais n'ont jamais été inculpés.

## Postérité
Les Brigades Jihad Jibril, branche paramilitaire du Front populaire de libération de la Palestine-Commandement général portent son nom en hommage à sa personne.